# Scaturiginichthys vermeilipinnis
Scaturiginichthys vermeilipinnis – endemiczny gatunek słodkowodnej ryby z rodziny Pseudomugilidae, jedyny przedstawiciel rodzaju Scaturiginichthys.

## Występowanie
Zasiedla płytkie wody otwartych terenów Wielkiego Basenu Artezyjskiego w środkowo-zachodniej części stanu Queensland w Australii w dorzeczu zlewiska jeziora Eyre.
Dorasta do 2,5 cm długości.

## Ochrona gatunku
Odkryty dopiero w roku 1990, prawie natychmiast został wpisanu do czerwonej księgi IUCN jako krytycznie zagrożony wyginięciem.
We wrześniu 2012 roku został wpisany na listę 100 najbardziej zagrożonych gatunków na świecie.